# Église Saint-Germain-d'Auxerre de Dourdan
Pour les articles homonymes, voir Église Saint-Germain-d’Auxerre.
L'église Saint-Germain-d'Auxerre est une église paroissiale de culte catholique, dédiée à l'évêque saint Germain l'Auxerrois, située dans la commune française de Dourdan et le département de l'Essonne.

## Situation
L'église Saint-Germain-d'Auxerre est implantée en centre-ville de Dourdan, face au château, sur la partie droite de la place du Général-de-Gaulle qui accueille la grande halle du marché. Elle domine la rive gauche de la rivière l'Orge.

## Historique
Une première église aurait été fondée par Bertrade de Laon, mère de Charlemagne au VIIIe siècle.
La construction de l'église débuta en 1150 sous la direction des chanoines de Saint-Chéron et fut achevée au XIIe siècle. En 1428, durant la guerre de Cent Ans, la troupe de Salisbury endommagea gravement les parties hautes, elle ne fut restaurée qu'à la fin du XVe siècle, gagnant au passage des chapelles latérales. Pendant les guerres de religion, l'église fut à nouveau endommagée par les huguenots, brûlant la toiture, brisant les vitraux, les cloches furent fondues pour fabriquer des boulets.
En 1641, les flèches asymétriques furent ajoutées; en 1648, Anne d'Autriche offrit le maître-autel à quatre colonnes de la chapelle de la Vierge; puis, en 1689, fut construite la chapelle de la Vierge qui augmenta la longueur de l'édifice de quatorze mètres pour atteindre cinquante mètres et devenir le chevet.
À nouveau ravagée sous la Révolution française, l'église fut transformée en « Temple de la raison victorieuse » puis en prison jusqu'en 1795.
Au XIXe siècle, l'église presque ruinée fut réhabilitée grâce à la volonté de l'abbé Gérard et les dons des paroissiens en moins de dix ans.
Depuis le 26 octobre 1967, l'église est classée aux monuments historiques, alors qu'une vieille porte accolée à la façade droite de l'église et datée du XVe siècle fut inscrite le 12 juillet 1965

## Description

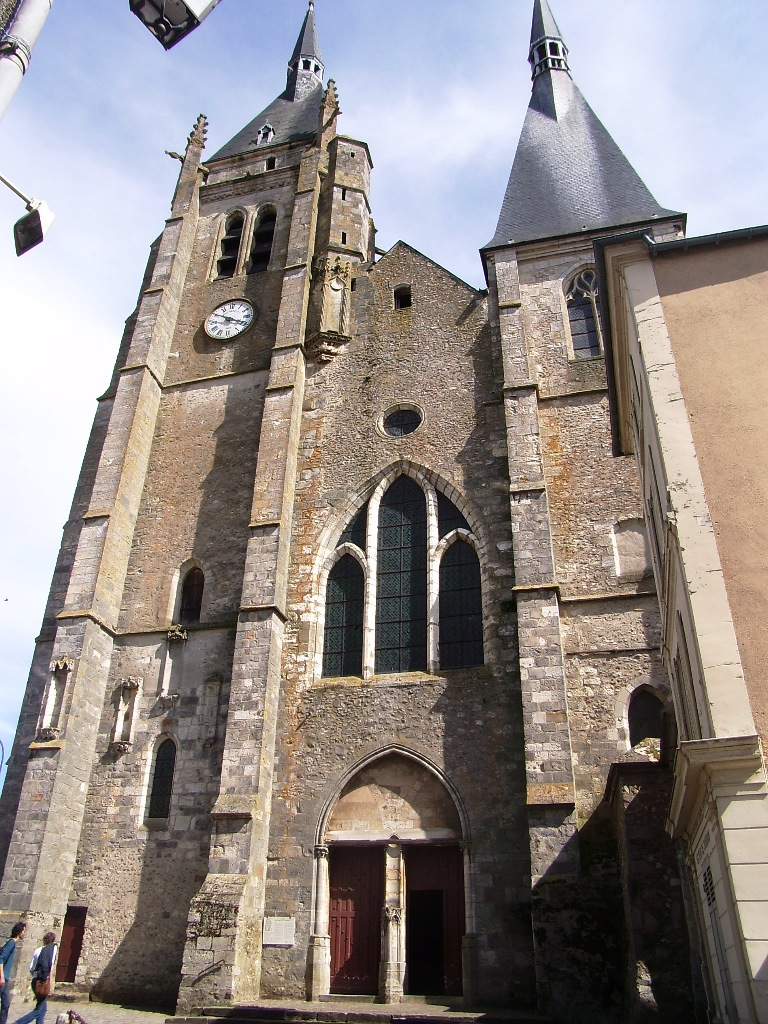
Façade occidentale.

L'église est longue de cinquante mètres, large de dix-huit, la flèche nord culmine à cinquante mètres.
À l'intérieur de l'église, on peut voir  une dalle funéraire ornée à l'effigie de Guillaume de Chatillonville qui servit de pont pour enjamber un fossé sous la Révolution. Elle est revenue dans l'église après avoir été récupérée par un Dourdannais. La châsse des reliques de saint Félicien en verre et métal précieux qui fut offerte par Marguerite-Louise d'Orléans, grande-duchesse de Toscane en 1695 est exposée chaque 9 juin. Des portraits des curés de l'église depuis la Révolution, en particulier celui de l'abbé Gautier, complètent la décoration.
L'orgue, construit en 1870 par Goyadin, est classé depuis le 21 janvier 1981. 

### Les cloches
La première cloche en bronze fondue en 1599 est classée depuis le 22 juin 1908, la seconde, baptisée Henriette-Félicité-Germaine fut fondue en 1778 par Guaudiveau-Gaulard L. en bronze, sonne en Si 2 et est classée depuis le 3 décembre 1984. 
La seconde et la troisième viennent toutes deux d'une fonderie "Farnier", à Dijon. Elles pèsent toutes deux plus d'une tonne. La deuxième sonne en Do dièse 3, et la troisième en Ré dièse 3. 
La troisième, fixe, sonne l'heure, et se trouve dans la plus haute flèche. Fondue par Thomas Mousset en 1599, elle sonne en Sol 3. 
La quatrième, cloche de volée, se trouve avec les trois grandes cloches. Fondue par la fonderie Paccard en 1995, elle se nomme Marie-Poussepin et sonne en Mi 4. 